# Ronde van de Verenigde Arabische Emiraten 2020
De Ronde van de Verenigde Arabische Emiraten 2020 (Engels: UAE Tour) was de tweede editie van deze etappekoers in de Verenigde Arabische Emiraten.

## Achtergrond
Het was een samenvoeging van de eerder bestaande Ronde van Dubai en Ronde van Abu Dhabi. De wedstrijd werd tussen 23 februari en 27 februari verreden en maakte deel uit van de UCI World Tour 2020. De ronde werd vroegtijdig stopgezet vanwege het coronavirus dat opdook in de karavaan.

## Deelnemende ploegen
Er gingen achttien UCI World Tour-ploegen en twee UCI ProTeams van start met elk zeven renners wat het totaal op 140 deelnemers bracht.
| WorldTour                                                                        | WorldTour                                                                                             | WorldTour                                                                                | ProTeam                       |
| -------------------------------------------------------------------------------- | --- | ---------------------------------------------------------------------------------------- | ----------------------------- |
| AG2R La Mondiale Astana Pro Team Bahrain McLaren BORA-hansgrohe CCC Team Cofidis | Deceuninck–Quick-Step Groupama-FDJ Israel Start-Up Nation Lotto Soudal Mitchelton-Scott Movistar Team | NTT Pro Cycling Team INEOS Team Jumbo-Visma Team Sunweb Trek-Segafredo UAE Team Emirates | Gazprom-RusVelo Vini Zabù-KTM |

## Etappe-overzicht
| Etappe | Datum       | Start - Finish             | Afstand | Type       | Winnaar           | Klassementsleider |
| ------ | ----------- | -------------------------- | ------- | ---------- | ----------------- | ----------------- |
| 1      | 23 februari | The Pointe – Silicon Oasis | 148 km  | Vlakke rit | Pascal Ackermann  | Pascal Ackermann  |
| 2      | 24 februari | Hatta – Hatta Dam          | 168 km  | Heuvelrit  | Caleb Ewan        | Caleb Ewan        |
| 3      | 25 februari | Al Qudra – Jebel Hafit     | 179 km  | Bergrit    | Adam Yates        | Adam Yates        |
| 4      | 26 februari | Zabeel Park – Dubai        | 173 km  | Vlakke rit | Dylan Groenewegen | Adam Yates        |
| 5      | 27 februari | Al Ain – Jebel Hafit       | 162 km  | Bergrit    | Tadej Pogačar     | Adam Yates        |
| 6      | 28 februari | Al Ruwais - Al Mirfa       | 158 km  | Vlakke rit | Afgelast          | Afgelast          |
| 7      | 29 februari | Al Maryah – Abu Dhabi      | 127 km  | Vlakke rit | Afgelast          | Afgelast          |

## Eindklassement
| Plaats    | Naam               | Ploeg             | tijd      |
| --------- | ------------------ | ----------------- | --------- |
| Rode trui | Adam Yates         | Mitchelton-Scott  | 20u35'04" |
| 2         | Tadej Pogačar      | UAE Team Emirates | + 1'01"   |
| 3         | Aleksej Loetsenko  | Astana Pro Team   | + 1'33"   |
| 4         | David Gaudu        | Groupama-FDJ      | + 1'48"   |
| 5         | Rafał Majka        | BORA-hansgrohe    | + 2'11"   |
| 6         | Wilco Kelderman    | Team Sunweb       | + 2'34"   |
| 7         | Ilnoer Zakarin     | CCC Team          | z.t.      |
| 8         | Davide Formolo     | UAE Team Emirates | + 2'39"   |
| 9         | Diego Ulissi       | UAE Team Emirates | + 2'47"   |
| 10        | Víctor de la Parte | CCC Team          | + 2'51"   |

## Klassementenverloop
| Etappe       | Winnaar           | Algemeen klassement · | Puntenklassement · | Jongerenklassement · | Tussensprint · |
| ------------ | ----------------- | --------------------- | ------------------ | -------------------- | -------------- |
| 1            | Pascal Ackermann  | Pascal Ackermann      | Pascal Ackermann   | Veljko Stojnić       | Veljko Stojnić |
| 2            | Caleb Ewan        | Caleb Ewan            | Caleb Ewan         | Nikolai Tsjerkasov   | Veljko Stojnić |
| 3            | Adam Yates        | Adam Yates            | Caleb Ewan         | Tadej Pogačar        | Veljko Stojnić |
| 4            | Dylan Groenewegen | Adam Yates            | Caleb Ewan         | Tadej Pogačar        | Veljko Stojnić |
| 5            | Tadej Pogačar     | Adam Yates            | Caleb Ewan         | Tadej Pogačar        | Veljko Stojnić |
| 6            | Afgelast          | Afgelast              | Afgelast           | Afgelast             | Afgelast       |
| 7            | Afgelast          | Afgelast              | Afgelast           | Afgelast             | Afgelast       |
| 0Eindstanden | 0Eindstanden      | Adam Yates            | Caleb Ewan         | Tadej Pogačar        | Veljko Stojnić |